# Walter Wawrzyniak
Walter Wawrzyniak (ur. 23 lipca 1902 w Braunschweigu, zm. 1956) – niemiecki kryminalista, najwyższy rangą więzień funkcyjny w obozie koncentracyjnym KL Warschau, członek specjalnej jednostki Oskara Dirlewangera. Za zbrodnie popełnione w KL Warschau skazany przez wschodnioniemiecki sąd na karę dożywotniego pozbawienia wolności. 

## Życiorys
Był więziony w KL Buchenwald za przestępstwa kryminalne. Przybył do KL Warschau w pierwszym transporcie, złożonym z 300 niemieckich kryminalistów i więźniów politycznych, którzy w nowo utworzonym obozie mieli objąć stanowiska więźniów funkcyjnych. Otrzymał funkcję starszego obozu (Lagerälteste), trafiając  tym samym na szczyt obozowej hierarchii. Mordował i maltretował więźniów oraz brał udział w selekcjach więźniów narodowości żydowskiej. Brał również udział w eksterminacji Żydów ukrywających się w ruinach getta warszawskiego.
W związku aferą korupcyjną został wraz z komendantem Nikolausem Herbetem i kierownikiem obozu Wilhelmem Härtlem aresztowany pod koniec kwietnia 1944 i uwięziony w KL Sachsenhausen. Niedługo później został wcielony w skład złożonego z kryminalistów Pułku Specjalnego SS „Dirlewanger”. Pod koniec sierpnia 1944 trafił ponownie do Warszawy, gdzie wziął udział w tłumieniu powstania warszawskiego.
W 1950 wschodnioniemiecki sąd w Lipsku skazał go za wyżej wymienione zbrodnie na karę śmierci. W ponownym procesie, wyrokiem z 1951 roku, karę zamieniono na dożywotnie pozbawienie wolności. Zmarł w 1956 roku.